# Elecciones generales de Jamaica de 1949
Elecciones generales tuvieron lugar en Jamaica el 20 de diciembre de 1949. Aunque el Partido Nacional del Pueblo recibió más votos, el Partido Laborista de Jamaica ganó la mayoría de los escaños. La participación electoral fue de 65,2%.

## Resultados
| Partido                      | Votos   | %    | Escaños | +/-   |
| ---------------------------- | ------- | ---- | ------- | ----- |
| Partido Nacional del Pueblo  | 203 048 | 43,5 | 13      | +8    |
| Partido Laborista de Jamaica | 199 538 | 42,7 | 17      | -5    |
| Partido Unido de Jamaica     | 1 110   | 0,2  | 0       | Nuevo |
| Otros partidos               | 4 693   | 1,0  | 0       | –     |
| Independientes               | 58 790  | 12,6 | 2       | -3    |
| Votos en blanco/nulos        | 9 928   | –    | –       | –     |
| Total                        | 477 109 | 100  | 32      | 0     |
| Fuente: Nohlen               |         |      |         |       |